# Підмаренник членистий
Підмаренник членистий (Galium articulatum) — трав'яниста рослина родини маренових.
Внесений до Переліку рідкісних і таких, що перебувають під загрозою зникнення, видів рослинного світу на території Тернопільської області (рішення Тернопільської обласної ради № 64 від 11 листопада 2002) та нового переліку прийнятого Тернопільською обласною радою 1 червня 2011 року рішенням № 1192.
Зростає на вологих луках, узліссях, схилах гір.
Перебуває під охороною у природному заповіднику «Медобори».